# Вольгузен
Вольгузен (нім. Wolhusen) — громада  в Швейцарії в кантоні Люцерн, виборчий округ Ентлебух.

## Географія
Громада розташована на відстані близько 50 км на схід від Берна, 18 км на захід від Люцерна.
Вольгузен має площу 14,3 км², з яких на 9,4% дозволяється будівництво (житлове та будівництво доріг), 57,2% використовуються в сільськогосподарських цілях, 31,8% зайнято лісами, 1,6% не є продуктивними (річки, льодовики або гори).

## Демографія
2019 року в громаді мешкало 4308 осіб (+1,7% порівняно з 2010 роком), іноземців було 20,2%. Густота населення становила 301 осіб/км².
За віковим діапазоном населення розподілялося таким чином: 23,7% — особи молодші 20 років, 60,3% — особи у віці 20—64 років, 16% — особи у віці 65 років та старші. Було 1712 помешкань (у середньому 2,5 особи в помешканні).
Із загальної кількості 2290 працюючих 164 було зайнятих в первинному секторі, 433 — в обробній промисловості, 1693 — в галузі послуг.